# Martin Ludwig
Martin Ludwig (* 16. Oktober 1998) ist ein deutscher Fußballspieler. 

## Karriere
Nach seinen Anfängen in der Jugend vom 1. FC Magdeburg wechselte er im Sommer 2014 in die Jugendabteilung des Halleschen FC. Dort kam er auch zu seinem ersten Einsatz im Profibereich in der 3. Liga, als er am 16. September 2017, dem 8. Spieltag der Saison 2017/18 beim 1:1-Auswärtsunentschieden gegen den SC Fortuna Köln in der 82. Spielminute für Hilal El-Helwe eingewechselt wurde.
Innerhalb der Wintertransferperiode der Saison 2018/19 wurde der Perspektivspieler an den Nordost-Regionalligisten VfB Germania Halberstadt verliehen, um in Halle nicht erlangte Spielpraxis zu sammeln. Im Anschluss an die Leihe wurde sein Vertrag in Halle aufgelöst.
Im Anschluss verpflichtete der Oberliga-Aufsteiger 1. FC Merseburg den Mittelfeldspieler. Im Sommer 2020 erfolgte sein ligainterner Wechsel zur SG Union Sandersdorf. Nach zwei Spielzeiten wechselte er im Sommer 2022 ligaintern zum VfL Halle 1896.